# 폰투스 얀손
폰투스 얀손(스웨덴어: Pontus Jansson, 1991년 2월 13일 ~ )은 스웨덴의 축구 선수로 현재 알스벤스칸의 말뫼 FF에서 센터 백으로 활약하고 있다.
2012년 1월 18일 바레인을 상대로 데뷔전을 가진 뒤로 스웨덴 축구 국가대표팀에서도 활약했다.
2023년 7월 브렌트퍼드와 계약 만료 후 말뫼 FF로 복귀했다.